# Dana Nechushtan
Dana Nechushtan, née le 26 décembre 1970 à Afoula, est une réalisatrice et scénariste néerlandaise, d'origine israélienne.

## Filmographie

### Réalisatrice et scénariste
- 1994 : Djinn[2]
- 1998 : Ivoren Wachters[3]
- 2000 : De belager[4]
- 2000 : Total Loss
- 2005 : Offers[5]
- 2006 : Nachtrit[6]
- 2008 : Dunya en Desie (nl)[7]